# MPEG-4
MPEG-4 este o normă de comprimare a datelor audio/video definită de către Moving Picture Experts Group (MPEG) prin standardul ISO/IEC 14496 din anul 1998. MPEG-4 a fost inițial dezvoltat pentru codarea în televiziunea digitală interactivă (IDTV - Interactive Digital Television), asigurând o compresie mai mare de 200:1, streaming, videofonie fixa si mobila. 

MPEG-4 a fost extins pentru a include noi norme audio/video, codare bazată pe obiecte (2D, 3D, naturale sau artificiale), gestiunea drepturilor digitale, interactivitate bazată pe conținut și altele.
MPEG-4 are 31 de părți. 

## Descriere
Față de variantele precedente MPEG, au fost incluse câteva noi standarde harosie]:
- MPEG-4 Partea a 2-a sau MPEG-4 Video (ISO/IEC 14496-2) include  Advanced Simple Profile, folosit de codec-urile DivX, Xvid, Nero Digital, 3ivx și QuickTime [2]
- MPEG-4 Partea a 3-a sau MPEG-4 Audio (ISO/IEC 14496-3) constă dintr-o varietate de tehnologii noi de codificare audio: un set de formate de compresie pentru codare perceptivă de semnal audio bazate pe modelul percepției audio (perceptual coding), unele variante losless (fără pierderi de date) ale Advanced Audio Coding (AAC) (MPEG-4 ALS, MPEG-4 SLS,  MPEG -4 DST), codare sintetizată (include sisteme MIDI și sinteză vocală), tehnici de localizare 3D a sunetului, permițând crearea unor medii de sunet artificiale folosindu-se surse artificiale și naturale), Harmonic Vector Excitation Coding (HVXC), Code-excited linear prediction (CELP), TwinVQ și altele. [3]
- MPEG-4 Partea a 10-a (ISO/IEC 14496-10) care include MPEG-4 AVC Advanced Video Coding, folosit de codec-uri ca x264, Nero Digital AVC, QuickTime 7, utilizat pe HD DVD și Blu-ray
- MPEG-4 Partea a 14-a (ISO/IEC 14496-14) introduce formatul MP4.

### Părțile MPEG-4
Diferitele părți ale MPEG-4 sunt:
- Partea 1 (ISO/IEC 14496-1): Sisteme
- Partea 2 (ISO/IEC 14496-2): Codec de compresie pentru semnalele video - Advanced Simple *Profile
- Partea 3 (ISO/IEC 14496-3): include variante losless ale Advanced Audio Coding (AAC) (MPEG-4 ALS, MPEG-4 SLS, MPEG -4 DST),  Harmonic Vector Excitation Coding (HVXC), Code-excited linear prediction (CELP), TwinVQ și altele.
- Partea 4 (ISO/IEC 14496-4): descrie procedurile de testare de conformitate.
- Partea 5 (ISO/IEC 14496-5): Reference Software
- Partea 6 (ISO/IEC 14496-6): Delivery Multimedia Integration Framework (DMIF)
- Partea 7 (ISO/IEC 14496-7):  Software pentru implementare optimizată (v. partea 5)
- Partea 8 (ISO/IEC 14496-8): Metode de transport MPEG-4 over IP.
- Partea 9 (ISO/IEC 14496-9): Reference Hardware
- Partea 10 (ISO/IEC 14496-10): Advanced Video Coding (AVC), standard-ul de compresie video ITU-T H.264
- Partea 11 (ISO/IEC 14496-11): Binary Format for Scenes (BIFS) and Application engine (MPEG-J)
- Partea 12 (ISO/IEC 14496-12): ISO Base Media File Format
- Partea 13 (ISO/IEC 14496-13): Intellectual Property Management and Protection (IPMP) - Managementul digital al drepturilor de utilizare
- Partea 14 (ISO/IEC 14496-14):  specifică formatul de fișier MP4
- Partea 15 (ISO/IEC 14496-15): specifică formatul de fișier codec AVC
- Partea 16 (ISO/IEC 14496-16): Animation Framework extension (AFX)
- Partea 17 (ISO/IEC 14496-17): subtitrare în format text temporizat
- Partea 18 (ISO/IEC 14496-18): Font Compression and Streaming (fonturi OpenType)
- Partea 19 (ISO/IEC 14496-19): Synthesized Texture Stream
- Partea 20 (ISO/IEC 14496-20): Lightweight Scene Representation (LASeR) - pentru aplicații mobile
- Partea 21 (ISO/IEC 14496-21): MPEG-J Graphical Framework eXtension (GFX)
- Partea 22 (ISO/IEC 14496-22): Open Font Format Specification (OFFS), bazat pe OpenType
- Partea 23 (ISO/IEC 14496-23): Symbolic Music Representation (SMR)
- Partea 24 (ISO/IEC 14496-24): Audio and systems interaction
- Partea 25 (ISO/IEC 14496-25): 3D Graphics Compression Model
- Partea 26 (ISO/IEC 14496-26): Audio Conformance
- Partea 27 (ISO/IEC 14496-27): 3D Graphics Conformance graffiti
- Partea 28 (ISO/IEC 14496-28): Composite Font beliusa
- Partea 29 (ISO/IEC 14496-29): Web Video Coding
- Partea 30 (ISO/IEC 14496-30): Timed text (and Other Visual Overlays) and associated images in ISO Base Media File Format
- Partea 31 (ISO/IEC 14496-31): Video Coding for Browsers [4]